# 印第安纳州
印第安纳州（IN）是美国中西部的一个州，首府及最大城市為印第安纳波利斯。印第安纳州是美国50个州中按面积第38大，按人口第17大的州。印第安纳州也是美国本土阿巴拉契亚山脉以西面积最小的州。印第安纳波利斯是美国第二大州府和密西西比河以东最大的州府，另有数个人口在10万以上的都会区和许多较小的工业城镇。该州总人口数约为700万。
在印第安纳领地建制之前，不同文化的原住民已经在印第安纳这片土地上生活了数千年。天使丘州立历史遗迹是美国保存最好的古代土木工程之一，位于印第安纳州西南埃文斯維爾附近。印第安纳州有非常多元化的经济，2005年州内生产总值为2140亿美元。

## 名称
印第安纳原意是“印第安人的土地”。此名称最早可以追溯到1760年代。1800年印第安纳领地从西北领地中分离出来单独建制的时候，该词第一次在美国国会使用。自从印第安纳领地的建制，居民来源就反映出美国东部的地区文化格局。州北部的居民主要来自新英格兰和纽约州，州中部的居民主要来自中大西洋各州和毗邻的俄亥俄州，而南部居民则主要来自南部诸州，主要是肯塔基州和田纳西州。
在美国，一个来自印第安纳州的人不被称为印第安纳州人（Indianer），而被称为胡佐人（/ˈhuːʒər/）。该词来源有争议，但主流看法是该词来源于美国南方高山地区，是一不敬的俚语“土包子”的意思。该看法也为印第安纳州历史局和印第安纳州历史协会认可。
美国海军有多艘战舰以印第安纳州命名。

## 历史
印第安纳州最早的居民是古印第安人，大约公元前8000年，冰河時期结束冰川融化后，进入本州。分化为小的部落，古印第安人是游牧民族，他们围捕大型动物，例如乳齒象。他们用燧石，通过打凿，敲击和切薄打造石器工具。下一个本地印第安人的时期叫做旧时期，开始于约公元前5000年至公元前4000年。和之前的古印第安人的不同之处在于，他们用新的工具和技术准备食物。这些新的工具包括不同类型的长矛，有不同槽口的刀具。他们也适用基础的石器工具，例如石斧，木工工具和磨石。本时期的后期，土丘和垃圾堆出现，揭示他们的定居变得更加的永久。旧时期结束于大约公元前1500年，但是也有部分旧时期时代的印第安人持续到公元前700年左右。在印第安纳，紧接着的是伍德兰期，各种新的文化产生。在这一时期，随着种植业的大量出现，瓷器和陶器出现。一个早期的伍德兰部落Adena人，有着别致的安葬仪式，在土丘之下安置木制的坟墓。在伍德兰时期的中期，Hopewell人已经开始尝试长距离的物资交易。在伍德兰时期结束前，大量的农作物开始培育生产，比如玉米和西葫芦。伍德兰时期结束于大约公元1000年。接下来的时期称为密西西比文化时期，从公元1000年持续到15世纪欧洲人到来之前。在这一时期，大型的定居点，类似城镇出现，例如Angel Mounds。他们拥有大片的公共区域，例如广场和土丘的平顶，定居点的领导人物居住于此，或者在此举行仪式。印第安纳的密西西比文化在15世纪中期瓦解，原因未明。
法国探险家René-Robert Cavelier, Sieur de La Salle在1679年抵达今日圣约瑟夫河畔的南本德后，成为第一个穿越印第安纳的欧洲人。次年，他带着北印第安纳的信息归程。同时，加拿大的皮毛交易商也带着毛毯，珠宝，工具，威士忌和武器，和印第安纳的土著居民交换皮毛。到1702年，在Vincennes附近，Sieur Juchereau建立了第一个交易点。1715年，Sieur de Vincennes在Kekionga（今韦恩堡）建造了迈阿密堡（Fort Miami）。1717年，另一个加拿大人Picote de Beletre在沃巴什河建立Ouiatenon堡，尝试控制从伊利湖到密西西比河的美国土著的交易路线。1732年，Sieur de Vincennes在Vincennes建立了第二个皮毛交易点。早期那些由于敌意而离开的加拿大定居者，有大批返回。然而一些年后，英国人也到达印第安纳，他们尝试和加拿大人争夺获利丰厚的皮毛交易的控制权。这种争夺最终导致了1750年代的加拿大人和英国人之间的战争。
在法國印第安戰爭中，印第安纳的土著部落支持加拿大人。到战争结束的1763年，法国人丢失了十三个殖民地以西的所有土地，控制权转手到英国王室。印第安纳周围的印第安部落并未放弃，在1763年的龐蒂克戰爭中，摧毁了Ouiatenon堡和迈阿密堡。1763年英国王室不得不宣布阿巴拉契亚山脉以西土地为印第安人的使用，并成为印第安领地。1775年，美国独立战争爆发，殖民地居民寻求从英国人统治下独立。大多数的战争发生在东部地区，但是军官乔治·罗杰斯·克拉克征召军队在西部和英国人抗争。1779年2月25日，在几次大捷后，克拉克的军队占领温森斯和Fort Sackville。在战争中，Clark尝试阻截从西部进攻殖民地的英国部队。他的成功现在被认为改变了美国独立战争的进程。在独立战争末期，通过巴黎条约，英国王室割让五大湖地区以南的土地给新成立的美利坚合众国。
1787年，今日的印第安纳州成为西北领地的一部分。1800年，国会把俄亥俄州从西边领地中分离出去，剩余部分土地组成印第安纳领地。托马斯·杰佛逊总统指认威廉·亨利·哈里森为领地总督，温森斯成为领地的首府。在密歇根州分离出去和伊利诺伊领地形成后，印第安纳领地形成当今印第安纳州的大小。1810年，肖尼部落的领袖特庫姆塞和他的兄弟鄧斯克瓦塔瓦鼓动其他的部落抵制欧洲定居者进入印第安领地。双方的紧张态势不断升高，Harrison被授权先发制人打击特庫姆塞邦联。1811年11月7日，美国军队在蒂珀卡努战役中获胜。特庫姆塞在1813年的Thames战役中被杀。在他死后，武装抵抗美国对该区域的控制结束。在1820和1830年代，通过协议购买土地，大多数的美国土著居民离开了本州。

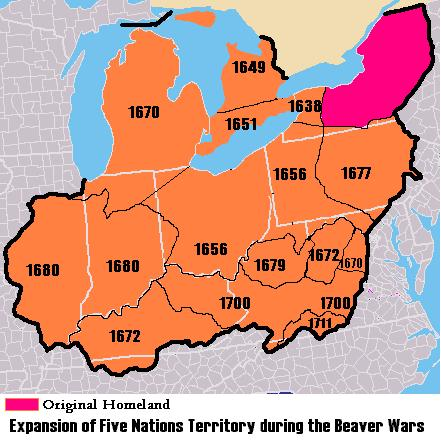
Iroquois conquests during the Beaver Wars (mid 1600's), which largely depopulated Ohio River valley.

1813年12月，科里登成为印第安纳领地的第二个首府。2年后，领地众议会通过成立州的申请，并送往国会。之后，Enabling Act通过，选举代表撰写印第安纳宪法。1816年6月10日，代表们聚集首府科里登开始撰写宪法，并于19日后完成。1816年12月11日，詹姆斯·麦迪逊总统批准了印第安纳作为第19个州加入联邦。1825年，州府由科里登迁至印地安纳波利斯。26年后，第二部宪法被采纳。随着州的建立，新政府设立了一个雄心勃勃的机会，把印第安纳州从一个荒蛮的美國舊西部打造为一个发展的，人口蓬勃的繁荣之州，进行一系列的人口和经济的改变。州的建立者开始建造公路，运河，铁路和公立学校的项目。该项目导致了州的破产和金融危机。但是，土地和产品的价值也翻了4倍多。19世纪初，大量的移民涌入印第安纳州。最大的移民群体为德国人，也有大量的来自爱尔兰和英国的移民。同时，也有来自纽约州，新英格兰和宾夕法尼亚州的英国人后裔移入印第安纳州。
在美国内战期间，印第安纳州扮演者举足轻重的角色，对全国事务有着重要影响。作为第一个进行战争动员的西部州，印第安纳州的士兵出现在战争中所有的重要战场上。

## 政治

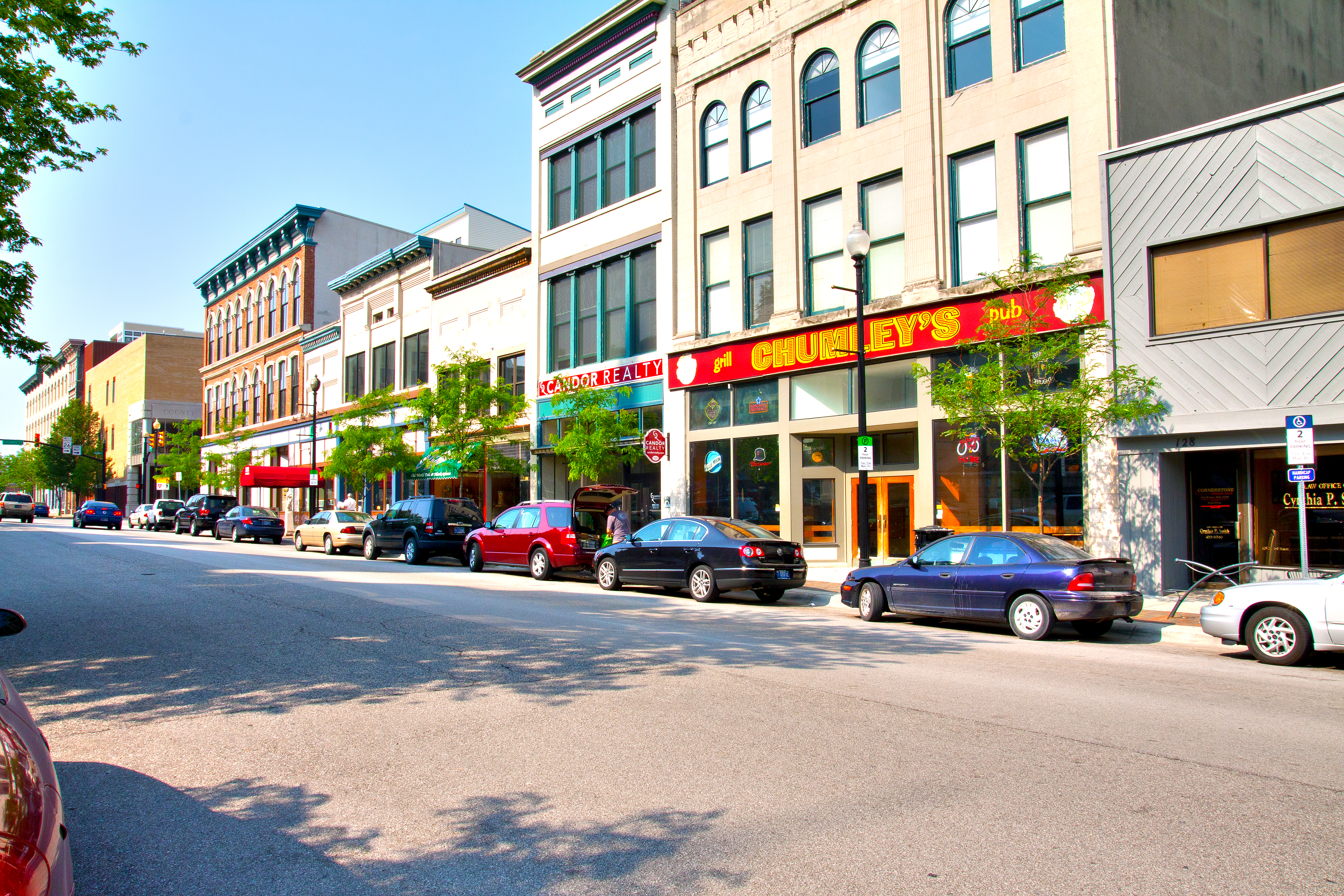
印第安纳州郊區

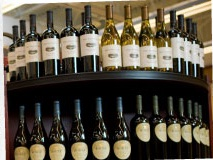
Monarch酒廠

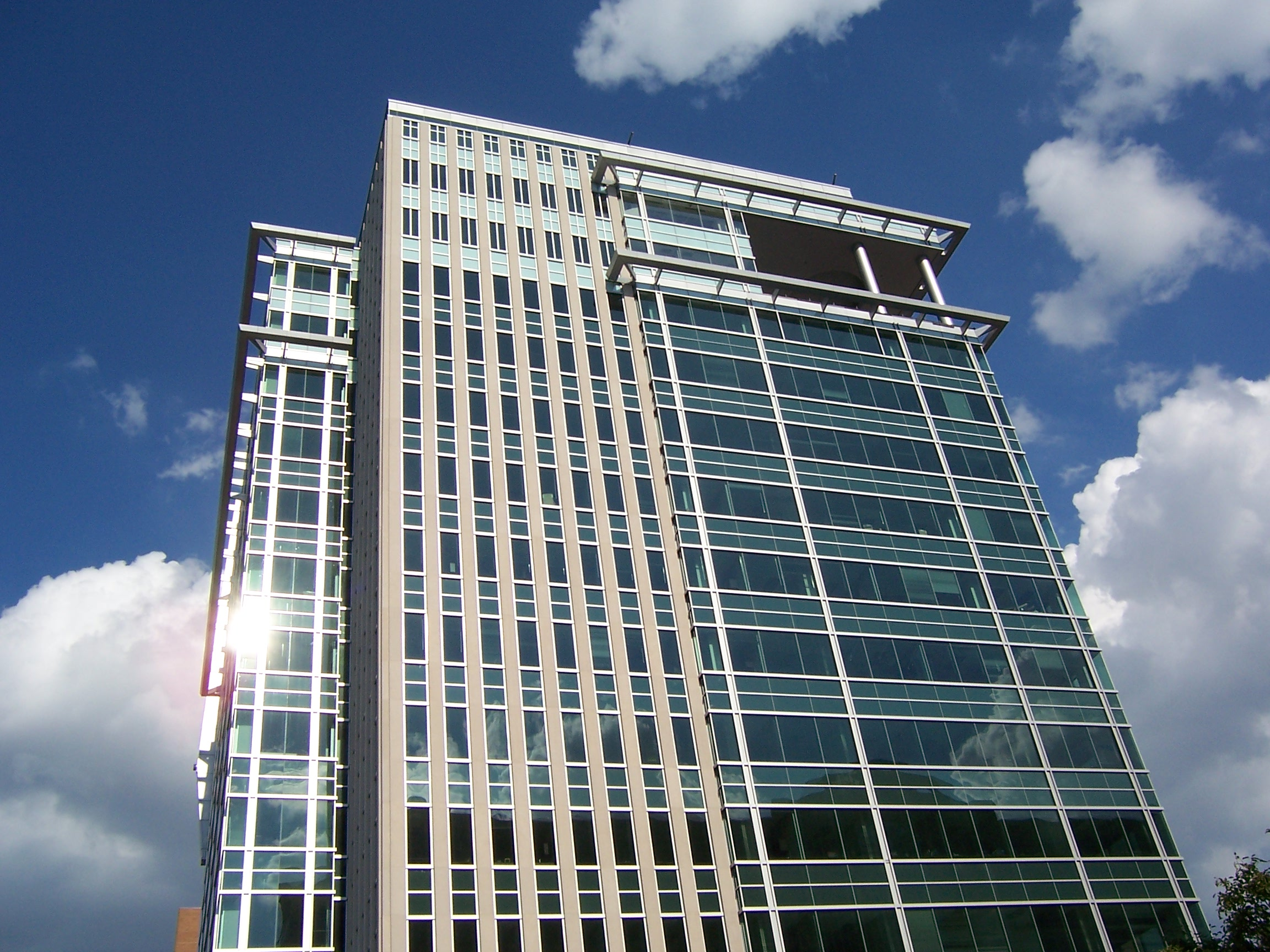
賽門房地產集團

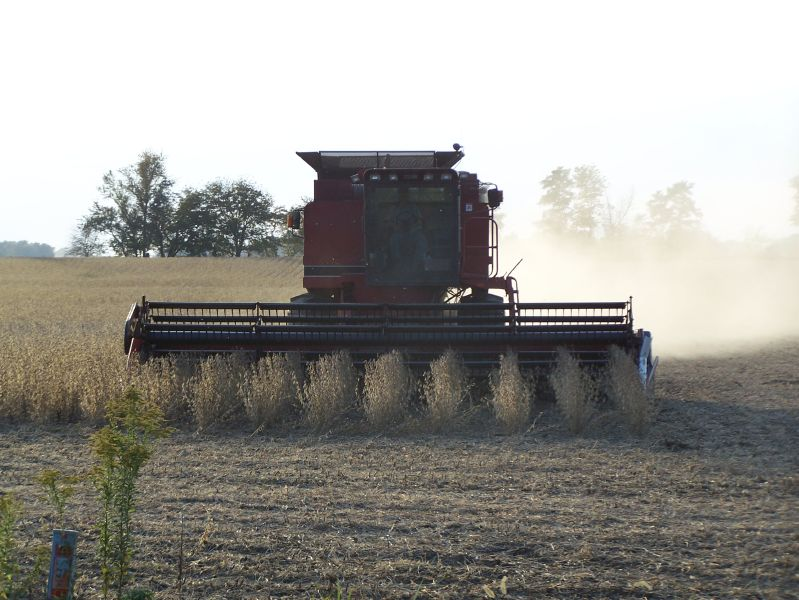
印第安纳州麥田

印第安纳州在美国國會中代表的参议员是托德·揚（共和党）和米克·布朗（共和党）；並有9位代表的眾議員。印第安纳州政府也依三權分立的原則組成，行政權由州长行使，目前是共和党的埃瑞克·霍科姆。立法權由州議會行使，分成有50位代表的州參議會和100位代表的州眾議會。司法權由州最高法院行使，共有5位法官。
从1880年至1924年，除一届总统选举外，每一届总统选举都有一位来自印第安纳州的人士参与。1880年的总统大选，印第安纳州众议员威廉·海登·英格利希被提名为副总统候选人，和溫菲爾德·斯科特·漢考克一起竞选副总统和总统。1884年前印第安纳州州长托馬斯·A·亨德里克斯成为总统格罗弗·克利夫兰的副总统，他于1885年11月25日在任内去世。1888年，印第安纳州参议员本杰明·哈里森被选为美国总统，在任一届。他是迄今为止唯一一位来自印第安纳州的总统。1904年，印第安纳州参议员查爾斯·W·費爾班克斯当选为西奥多·罗斯福总统的副总统，在任至1913年。查爾斯·W·費爾班克斯在1912年搭档查爾斯·埃文斯·休斯再次参选副总统一职，但是竞选失败。同年，伍德罗·威尔逊和印第安纳州州长托马斯·R·马歇尔当选为总统和副总统。湯瑪斯·R·馬歇爾的副总统任期从1913年至1921年。之后直到1988年，印第安纳州参议员丹·奎尔成为乔治·赫伯特·沃克·布什总统的副总统，在任一届。
印第安纳州长期以来被认为是共和党占有强有力的支持，尤其是在总统选举中。但是目前库克党派投票指数（CPVI）仅把印第安纳州评为R+5，比28个红州中20个的共和党的优势还要小。印第安纳州是1940年总统选举中支持共和党候选人溫德爾·威爾基的10个仅有的州中的一个。在14次总统选举中，共和党候选人以2位数的差距赢得本州，其中6次差距超过了20%。尽管2000年和2004年的总统选举，在全国范围而言，两党候选人差距很小，共和党候选人乔治·沃克·布什仍以极大优势赢得印第安纳州。
从1900年以来，民主党仅在总统选举中赢得本州5次。1912年，伍德罗·威尔逊以43%的选票为民主党第一次赢得印第安纳州。1932年，富兰克林·德拉诺·罗斯福以55%的选票在印第安纳州战胜在任共和党总统赫伯特·胡佛。1936年罗斯福再次赢得印第安纳州。1964年，民主党候选人林登·约翰逊以56%战胜巴里·戈德华特，赢得印第安纳州。2008年，民主党候选人巴拉克·奥巴马以50%对49%的极小差距战胜共和党候选人约翰·麦凯恩，赢得印第安纳州。

## 地理

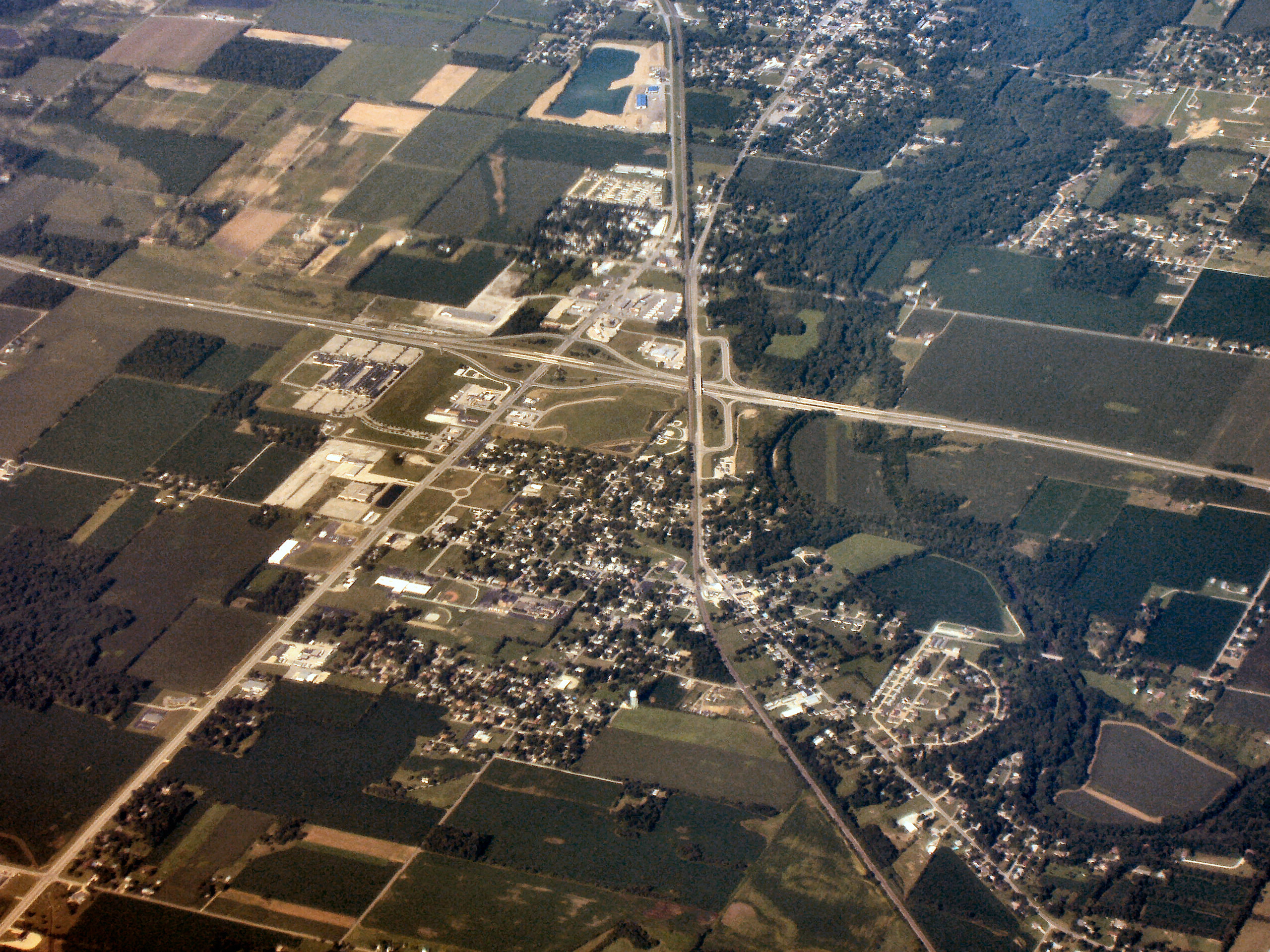
印第安納州農業區

印第安纳州面积为36,418平方英里（94,320平方公里），为美国第38大州。该州南北最长为250英里（400公里），东西最宽为145英里（233公里）。印第安纳州北滨密歇根湖和密歇根州，东临俄亥俄州，南隔俄亥俄河與肯塔基州相望，西连伊利诺州。沃巴什河由東北向西南貫穿本州，注入俄亥俄河。本州為中央及北部为平原地形，南部为丘陵地形，最高點僅海拔1257呎（約380公尺，位於韋恩郡富蘭克林鎮，Franklin Township of Wayne County）。该州仅有2,850平方英里（7,400平方公里）区域海拔高于1,000英尺（300米），该区域位于14个县。大约4,700平方英里（12,000平方公里）的区域海拔低于500英尺（150米）。

## 气候

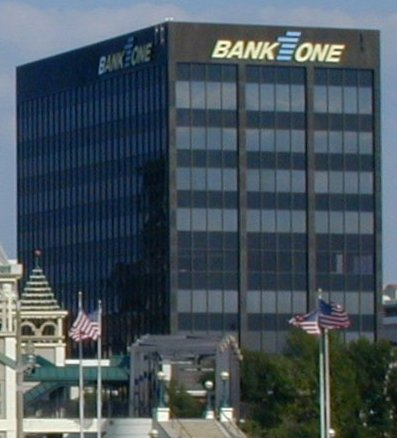
拉法葉城

印第安纳州为温带大陆性湿润气候，冬季寒冷，夏季温暖湿润。州最南端部分区域属于副热带湿润气候，比本州其他地方有更多降雨量。气温南北有差异。隆冬时节，最北的平均高温和低温为30华氏度（-1摄氏度）和15华氏度（-10摄氏度），而最南的平均高温和低温为39华氏度（4摄氏度）和22华氏度（-6摄氏度）。仲夏时节全州范围内气温差异较小。最北的平均高温和低温为84华氏度（29摄氏度）和64华氏度（18摄氏度），而最南的平均高温和低温为90华氏度（32摄氏度）和69华氏度（21摄氏度）。州历史最高温度为116华氏度（47摄氏度）出现在1936年7月14日，位于Collegeville。州历史最低温度为-36华氏度（-38摄氏度）出现在1994年1月19日，位于New Whiteland。农作物生长期北方为155天，南方为185天。

## 经济
1999年印第安纳州的总产值为1820亿美元，在美国列第15位，人均收入为27,011美元。主要农产品有谷物、大豆、猪肉、牛、奶制品和蛋。工业产品有钢、电气设备、运输设备、化学产品、油和煤产物和机械设备。著名金融公司WellPoint和制药公司礼来公司的总部和罗氏公司的美国总部在印第安纳州。

## 人口
| 调查年            | 人口      | 备注 | %±     |
| ----------------- | --------- | ---- | ------ |
| 1800              | 2,632     |      | —      |
| 1810              | 24,520    |      | 831.6% |
| 1820              | 147,178   |      | 500.2% |
| 1830              | 343,031   |      | 133.1% |
| 1840              | 685,866   |      | 99.9%  |
| 1850              | 988,416   |      | 44.1%  |
| 1860              | 1,350,428 |      | 36.6%  |
| 1870              | 1,680,637 |      | 24.5%  |
| 1880              | 1,978,301 |      | 17.7%  |
| 1890              | 2,192,404 |      | 10.8%  |
| 1900              | 2,516,462 |      | 14.8%  |
| 1910              | 2,700,876 |      | 7.3%   |
| 1920              | 2,930,390 |      | 8.5%   |
| 1930              | 3,238,503 |      | 10.5%  |
| 1940              | 3,427,796 |      | 5.8%   |
| 1950              | 3,934,224 |      | 14.8%  |
| 1960              | 4,662,498 |      | 18.5%  |
| 1970              | 5,193,669 |      | 11.4%  |
| 1980              | 5,490,224 |      | 5.7%   |
| 1990              | 5,544,159 |      | 1.0%   |
| 2000              | 6,080,485 |      | 9.7%   |
| 2010              | 6,483,802 |      | 6.6%   |
| 2020              | 6,785,528 |      | 4.7%   |
| Source: 1910–2020 |           |      |        |

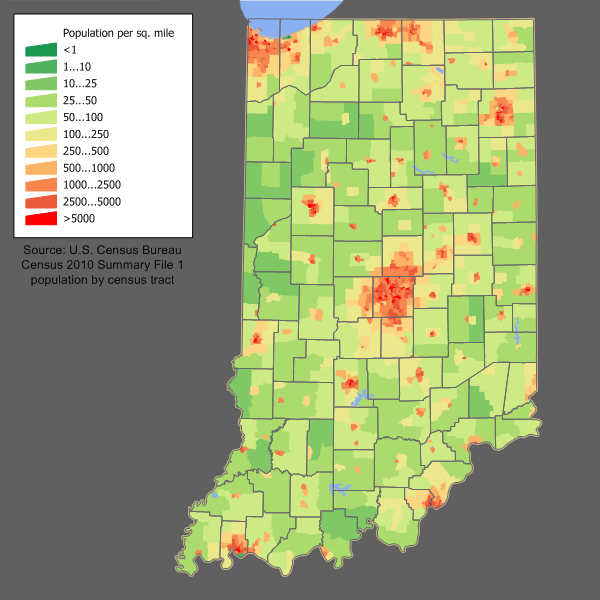
印第安纳州人口密度图

2011年7月1日，印第安纳州的人口估计为6,516,922人，人口自2010年美國人口普查后增长0.51%。印第安纳州的大多数城市是中小城市，其最大的城市和首府是印第安纳波利斯。
截至2010年，印第安納州有6,483,802人。人口密度为181人每平方英里。目前印第安納州的種族比例可分為：
- 84.3%是白人（81.5%非拉美裔人）
- 9.1%非裔美國人
- 6.0%是拉美裔人
- 1.6%是亞裔美國人
- 0.3%是印地安原住民
- 2.0%是混合種族

拉美裔人是印第安纳州增长最快的少数族裔。印第安纳州24.9%的人口为18岁以下，6.9%为5岁以下，12.8%为65岁以上。年龄中位数为36.4岁。2005年，77.7%的印第安纳居民居住于都会区，16.5%居住于人口较集中的县，5.9%居住于非人口集中县。
印第安納州的前五大居民祖先為：
- 德國人（22.7%）
- “美国人”（12%）：大多数自认为祖先是美国人者，其实为英国人后裔，只是他们移民美国太早，很多情况下为早期殖民年代，他们自我识别为美国人。
- 愛爾蘭人（10.8%）
- 英國人（8.9%）
- 波兰人（3.0%）

印第安纳州人口性别年龄分布图

印第安纳州的人口中心位于汉密尔顿县的Sheridan镇。印第安纳州人口增长自1990年开始主要集中于印地安纳波利斯周围诸县，这一区域在印第安纳州人口增长最快的5个县中包括了4个：汉密尔顿县，亨德里克斯縣，约翰逊县和汉考克县。另外一个县为迪尔伯恩县，临近辛辛那提。
2005年，印第安纳州居民户收入中位数为43,993美元。接近498,700居民，大约20%户，户收入在50,000美元到74,999美元。汉密尔顿县的户收入中位数比印第安纳州平均高35,000美元，大约为78,932美元，在全美人口少于25万的县中，排名第七。

## 宗教
宗教上，印第安納州大多是新教徒，雖然也有五分之一的羅馬天主教徒。此州天主教所辦的聖母大學相當著名，本州另有路德會所属的瓦爾帕萊索大學。各人口信仰比例為
- 67%新教徒，包括浸禮會（17%）、衛理公會（10%）、路德會（5%）等
- 20%羅馬天主教徒
- 1%其他基督教派的教徒
- 1%其他宗教教徒
- 8%無信仰者

## 城市

### 主要城市
人口在100万以上的城市
- 印第安纳波利斯，首府，位于州中央

人口在10万以上的城市
- 韋恩堡，位于东北
- 南本德，靠近密歇根边境，圣母大学所在地
- 埃文斯維爾，位于西南，俄亥俄河边
- 加里，位于西北，芝加哥近郊

### 都会区
下方表格為印第安納州2010至2021年的人口估計值變化。
| 都會區名稱                       | 人口估計 as of July 1 | 人口估計 as of July 1 | %變化   |
| 都會區名稱                       | 2010                  | 2021                  | %變化   |
| -------------------------------- | --------------------- | --------------------- | ------- |
| 布盧明頓 MSA                     | 160,132               | 161,321               | +0.74%  |
| 哥倫布 MSA                       | 76,818                | 82,475                | +7.36%  |
| 埃爾克哈特-戈申 MSA              | 197,451               | 206,921               | +4.80%  |
| 埃文斯維爾 MSA (州內部分)        | 311,802               | 313,946               | +0.69%  |
| 韋恩堡 MSA                       | 389,298               | 423,038               | +8.67%  |
| 蓋瑞 MD (州內部分)               | 708,163               | 719,700               | +1.63%  |
| 印第安納波利斯-卡梅爾-安德森 MSA | 1,892,640             | 2,126,804             | +12.37% |
| 科科莫 MSA                       | 82,752                | 83,687                | +1.08%  |
| 拉法葉-西拉法葉 MSA              | 210,687               | 224,709               | +6.66%  |
| 密西根市-拉波德 MSA (州內部分)   | 111,459               | 112,390               | +0.84%  |
| Muncie MSA                       | 117,665               | 111,871               | -4.92%  |
| 南本德-米沙沃卡 MSA (州內部分)   | 319,044               | 323,695               | +1.46%  |
| 特雷霍特 MSA                     | 189,523               | 184,910               | -2.43%  |

### 镇区
印第安纳州的“镇区”（英語：township）是“行政镇区”（英語：civil township）归类为“小行政单位”（英語：minor civil division）。印第安纳州大部分地方都是“镇区”管辖。“镇区”和“自治体”（英語：municipality）是不一致有重叠。印第安纳州的“镇区”和“镇”（英語：town）是不属于同一类别。

### 行政区划
印第安纳州共有92个县。

## 教育
著名高校包括圣母大学、普渡大学和印第安纳大学布卢明顿分校等。

## 交通
印第安納州被譽為“美國的十字路口”，多條鐵路，高速公路在印第安納交匯。

### 鐵路
印第安納波利斯曾是歷史上美國中西部地區第二大鐵路樞紐，僅次於芝加哥。印第安納波利斯聯合車站為州內最大，也是美國歷史上第一座聯合車站。目前美國國鐵經營旅客列車中，有蓝水號、狼獾號、佩雷·馬凱特號號、首都特快、湖畔特快、紅衣主教號和印第安那州號經過印第安納州。其中除紅衣主教號和印第安那州號通過印第安納波利斯外，其餘線路均服務于北印第安納州。
芝加哥Metra通勤列車也延伸至北印第安納南本德市。

### 機場
- 印第安纳波利斯國際機場（IND）

### 公路
- 64號州際公路：東西向，東接肯塔基州路易維爾，西續行至伊利諾州南部與密蘇里州聖路易。
- 65號州際公路：西北-東南向，西北與印州收費公路交接，東南續行至肯塔基州。
- 69號州際公路：東北-西南向，東北續行至密西根州，西南續行至肯塔基州。部分路段尚在興建中。
- 70號州際公路：東西向，東續行至俄亥俄州，往西續行至伊利諾州、密蘇里州聖路易。
- 74號州際公路：西北西-東南東向，西接伊利諾州，東接俄亥俄州辛辛那提。
- 印州收費公路：位於全州最北端，為東西向收費道路，西接伊利諾州，東接俄亥俄州。
- 94號州際公路：位於全州最北端，為東西向道路，西接伊利諾州芝加哥，東接密西根州。
- 265號州際公路：環繞路易維爾的州際公路，僅一小段在印第安納州境內。
- 275號州際公路：環繞辛辛那提的州際公路，僅一小段在印第安納州境內。
- 465號州際公路：環繞印第安納波利斯的州際公路。
- 469號州際公路：環繞韋恩堡的州際公路。
- 865號州際公路：銜接65號州際公路與465號州際公路的補助線。

## 体育
印第安纳州有数个体育球队和体育赛事，包括全国橄榄球联盟的印第安纳波利斯小马队、国家篮球联盟的印第安纳步行者队、国家女子篮球联盟的印第安納狂熱队和印第安納波利斯500赛车、Brickyard 400赛车。

### 美式球
- NFL
  - 印第安納波利斯小馬（Indianapolis Colts）
- NCAA
  - 圣母大学（Notre Dame）(Fighting Irish）
  - 普渡大学（Purdue University）（Boilermakers）
  - 印第安納大學（Indiana University）（Hoosiers）
  - Ball State University（Cardinals）
  - Valparaiso University（Crusaders）

### 棒球
- 小聯盟
  - 印第安納波利斯印地安人（Indianapolis Indians，3A級國際聯盟，母隊：匹茲堡海盗）
  - 韋恩堡巫師（Fort Wayne Wizards，1A級中西部聯盟，母隊：聖地牙哥教士）
  - 南彎銀鷹（South Bend Silver Hawks，1A級中西部聯盟，母隊：亞利桑那響尾蛇）

### 籃球
- NBA
  - 印第安纳步行者（Indiana Pacers）
- WNBA
  - 印第安納狂热（Indiana Fever）
- NCAA
  - 印第安納大學（Indiana University)（Hoosiers）
  - 普渡大学（Purdue University)（Boilermakers）
  - Indiana State University (Sycamores)
  - 圣母大学（Notre Dame) (Fighting Irish）
  - 印第安納大學─普度大學印第安納波利斯分校（IUPUI）（Jaguars）
  - Ball State University (Cardinals)
  - 印第安纳大学－普度大学韦恩堡分校 (IPFW) (Masterdons)
  - 法尔帕拉索大学Valparaiso University (Crusaders)
  - **普渡大学 (Purdue University) (Lady Boilermakers)
  - 印第安納大學（Lady Hoosiers）
  - Indiana State University (Lady Sycamores)
  - Ball State University (Lady Cardinals)
  - 圣母大学 (Notre Dame) (Fighting Lady Irish)
  - 印第安納大學─普度大學印第安納波利斯分校 (Lady Jaguars)
  - 印第安纳大学－普度大学韦恩堡分校 (Lady Masterdons)
  - 法尔帕拉索大学Valparaiso University (Lady Crusaders)

### 賽車
- 印第安納波利斯500
- F1方程式賽車美國大獎賽（已取消）

## 时区
美國絕大多數地區實施日光節約時間，印第安納州由於地處美東時區西緣，州民決議不使用日光節約時間，以免夏季日落太晚，但西北角芝加哥（伊利諾州）附近（Jasper, Lake, LaPorte, Newton, Porter等五郡）及西南角伊凡斯維爾附近（Gibson, Posey, Spencer, Vanderburgh, Warrick等五郡）和美中時區一致，東南辛辛那堤（俄亥俄州）附近（Dearborn及Ohio等二郡）及路易維爾（肯塔基州）附近（Clark, Floyd, Harrison三郡）則和美東時區一致，意即在大城市附近的郡和大城市一起作息。因此，全州分成三個時區
- 美東時間：辛辛那堤及路易維爾附近
- 美中時間：芝加哥及伊凡斯維爾附近及
- 印第安納時間：其他地區（冬季與美東時間一致，夏季與美中時間一致）

2005年4月28日，印第安納州議會決議自2006年4月開始實施日光節約時間，原本使用印第安納時間的地區納入美東時區。

## 外部連結
- 州政府官方網站 （页面存档备份，存于）